# Carter Harrison, Jr.

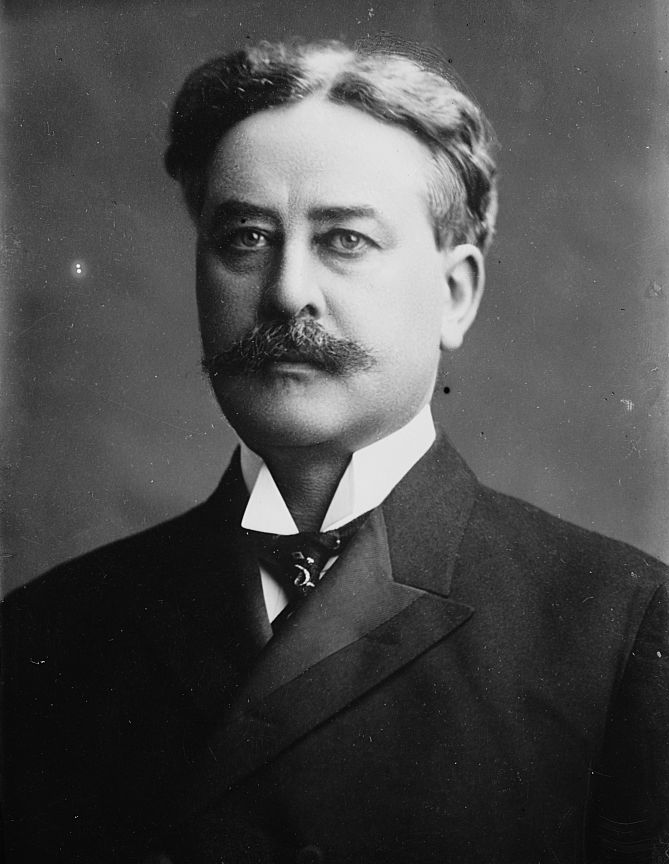
Carter Harrison Jr. (1911)

Carter Henry Harrison Jr. (* 23. April 1860 in Chicago, Illinois; † 25. Dezember 1953 ebenda) war ein US-amerikanischer Politiker. Zwischen 1897 und 1905 sowie nochmals von 1911 bis 1915 war er Bürgermeister der Stadt Chicago.

## Werdegang
Carter Harrison Jr. war der Sohn von Carter Harrison (1825–1893), der ebenfalls Bürgermeister von Chicago war und im Amt ermordet wurde. Damit war er Mitglied der Harrison-Familie, der unter anderem die US-Präsidenten William Henry Harrison und Benjamin Harrison angehörten. Der jüngere Carter Harrison studierte drei Jahre lang bis 1876 in Sachsen-Altenburg im heutigen Thüringen. Im Jahr 1881 absolvierte er die Loyola University. Nach einem anschließenden Jurastudium an der Yale University wurde er als Rechtsanwalt zugelassen. Zwischen 1891 und 1895 leitete er zusammen mit seinem Bruder die Chicago Times, die der Vater 1891 gekauft hatte. Die Zeitung war ein Sprachrohr der Demokratischen Partei, der er angehörte.
1897 wurde Harrison zum Bürgermeister von Chicago gewählt. Dieses Amt bekleidete er nach drei Wiederwahlen zwischen 1897 und 1905 für zunächst vier Amtszeiten. Im Jahr 1904 machte er sich erfolglos Hoffnungen auf die Nominierung seiner Partei als Präsidentschaftskandidat. Zwischen 1911 und 1915 war er nochmals für zwei Amtszeiten Bürgermeister seiner Heimatstadt. Er vertrat die Ansicht, dass die Einwohner Chicagos zwei Grundgedanken verfolgten: nämlich Geld zu verdienen und Geld auszugeben. Während seiner Amtszeit setzte sich der Aufstieg der Prostitution in der Stadt fort. Es wurden Stadtpläne für Touristen herausgegeben, die vor allem die Lage der Bordelle hervorhoben. Auch der Alkoholkonsum in den Saloons stieg an. Damals wurden die Grundlagen für das berüchtigte Chicago der 1920er Jahre gelegt. Viele der Gangster um Al Capone waren damals schon in der Stadt und die Vorgängerorganisation von dessen Bande existierte schon. Damals beherrschte Jim Colosimo diesen Sektor. Capone selbst kam erst um 1920 in die Stadt. Allerdings versuchte Harrison während seiner letzten beiden Amtszeiten (1911–1915) das Ruder herumzureißen und beispielsweise den Rotlichtbezirk zu schließen. Den Anfang machte 1911 der berüchtigte Everleigh Club. Langfristig blieben diese Maßnahmen aber erfolglos. Harrison bekämpfte auch die Pläne von Charles Tyson Yerkes, der die Straßenbahn von Chicago monopolisieren wollte. Als er 1915 aus dem Amt schied, hatte Chicago etwa 2,4 Millionen Einwohner und war endgültig zu einer Weltstadt geworden.
In den Jahren 1916, 1920, 1932 und 1936 nahm Carter Harrison als Delegierter an den jeweiligen Democratic National Conventions teil. Während des Ersten Weltkrieges war er mit dem Roten Kreuz in Frankreich. Zwischen 1933 und 1944 arbeitete er für die Bundesfinanzbehörde als Collector of Internal Revenue. Er war Mitglied zahlreicher Organisationen und Vereinigungen. Darunter waren die Veteranenorganisation American Legion und die Freimaurer. Seit 1887 war er mit Edith Ogden verheiratet, mit der er zwei Kinder hatte. Er starb am 25. Dezember 1953 in Chicago im Alter von 93 Jahren.